# Palaeosinopa
Il paleosinopa (gen. Palaeosinopa) è un mammifero estinto, appartenente ai pantolesti. Visse tra il Paleocene superiore e l'Eocene inferiore (circa 58 - 49 milioni di anni fa) e i suoi resti fossili sono stati ritrovati in Nordamerica e in Europa.

## Descrizione
Questo animale doveva essere vagamente simile a una lontra: era dotato di un corpo allungato e snello, di una lunga coda e di arti corti e forti. Rispetto all'assai simile Buxolestes, Palaeosinopa era dotato di una coda più lunga. L'intero animale era lungo circa un metro, e doveva pesare circa 5 chilogrammi. 

### Cranio
Il cranio era dotato di una cresta nucale pronunciata. I molari superiori erano dotati di un cingulum ben sviluppato nella parte esterna e in quella posteriore; l'ipocono e i conuli accessori erano più sviluppati rispetto a quelli dell'affine Bessoecetor. I premolari superiori erano dotati di una cuspide interna che, nel terzo e nel quarto premolare, aumentava di dimensioni, mentre le cuspidi accessorie rimanevano vestigiali. La dentatura inferiore era caratterizzata da un incisivo anteriore semplice ma robusto, e da un secondo premolare con due radici, la seconda delle quali era spostata verso l'interno della mandibola. Il quarto premolare e i molari inferiori erano piuttosto simili a quelli di Bessoecetor, ma possedevano un trigonide più elevato.

### Scheletro postcranico
I processi della seconda vertebra cervicale e delle prime vertebre toraciche erano molto sviluppati. La lunga coda era dotata di 30 vertebre, con processi trasversali e archi emali molto ampi; le vertebre caudali dalla nona alla dodicesima erano dotati di doppi processi trasversali. Lo sterno e le clavicole erano robusti, mentre la scapola possedeva un acromion ben sviluppato, come anche il metacromion. L'omero era corto, robusto e di forma sigmoidale in vista laterale, con creste ben sviluppate per i muscoli pettorali, deltoidi e supinatori. L'olecrano era lungo circa un terzo della lunghezza dell'ulna, e la testa del radio era ampia in sezione trasversale. La mano era dotata di cinque dita e di foggia arcaica, con metapodi e falangi moderatamente robusti; le falangi ungueali erano lunghe, basse e leggermente incurvate, simili a quelle dei mammiferi scavatori e semiacquatici. Le zampe posteriori erano più lunghe di quelle anteriori e non particolarmente specializzate. L'ilio era un po' più lungo dell'ischio. Il femore era piuttosto appiattito anteroposteriormente, come negli altri pantolesti, e la sua parte distale ricordava quella delle lontre o dei castori. La tibia era leggermente sinuosa in vista laterale e, in alcuni esemplari, era fusa distalmente con la fibula. Il calcagno era corto e caratterizzato da una grande tuberosità, un tubercolo plantare prominente e un tubercolo peroneale distale di grandi dimensioni. Il piede era più lungo della mano e possedeva falangi ungueali leggermente più ampie. 

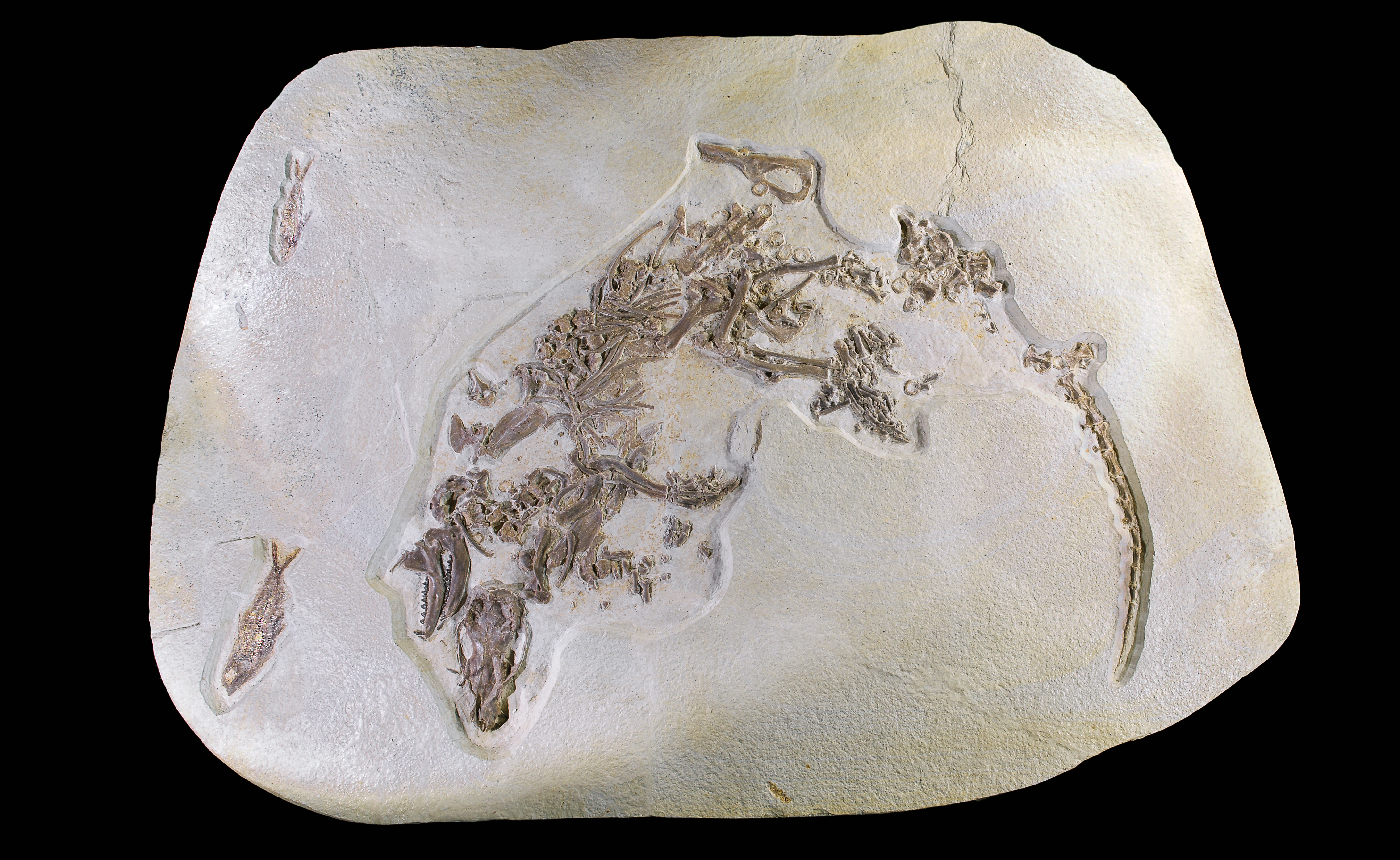
Scheletro di Palaeosinopa didelphoides proveniente dalla formazione del Green River

## Classificazione
Palaeosinopa è un tipico rappresentante dei pantolesti, un gruppo di mammiferi un tempo avvicinati agli insettivori ma probabilmente parte di una radiazione evolutiva di un clade noto come Cimolesta che comprende anche gli attuali pangolini. Palaeosinopa è uno dei pantolesti più noti, grazie alla scoperta di alcuni scheletri completi e perfettamente conservati provenienti dalla formazione del Green River in Wyoming.
Il genere Palaeosinopa venne descritto per la prima volta da William Diller Matthew nel 1901, sulla base di resti fossili ritrovati in Wyoming, in terreni dell'Eocene inferiore. La specie tipo è Palaeosinopa veterrima, ma a questo genere vennero in seguito attribuite altre specie, tra le quali anche una specie già descritta in precedenza da Edward Drinker Cope nel 1881 come Ictops didelphoides; questa specie, in particolare, è quella meglio conosciuta grazie a vari ritrovamenti di esemplari completi. Palaeosinopa didelphoides è nota principalmente per fossili risalenti a 52-50 milioni di anni fa, ma alcuni fossili del Paleocene superiore sarebbero ascrivibili alla medesima specie (McKenna, 1980). Una specie affine (P. aff. didelphoides) è nota per fossili provenienti dal Paleocene superiore del Montana. 

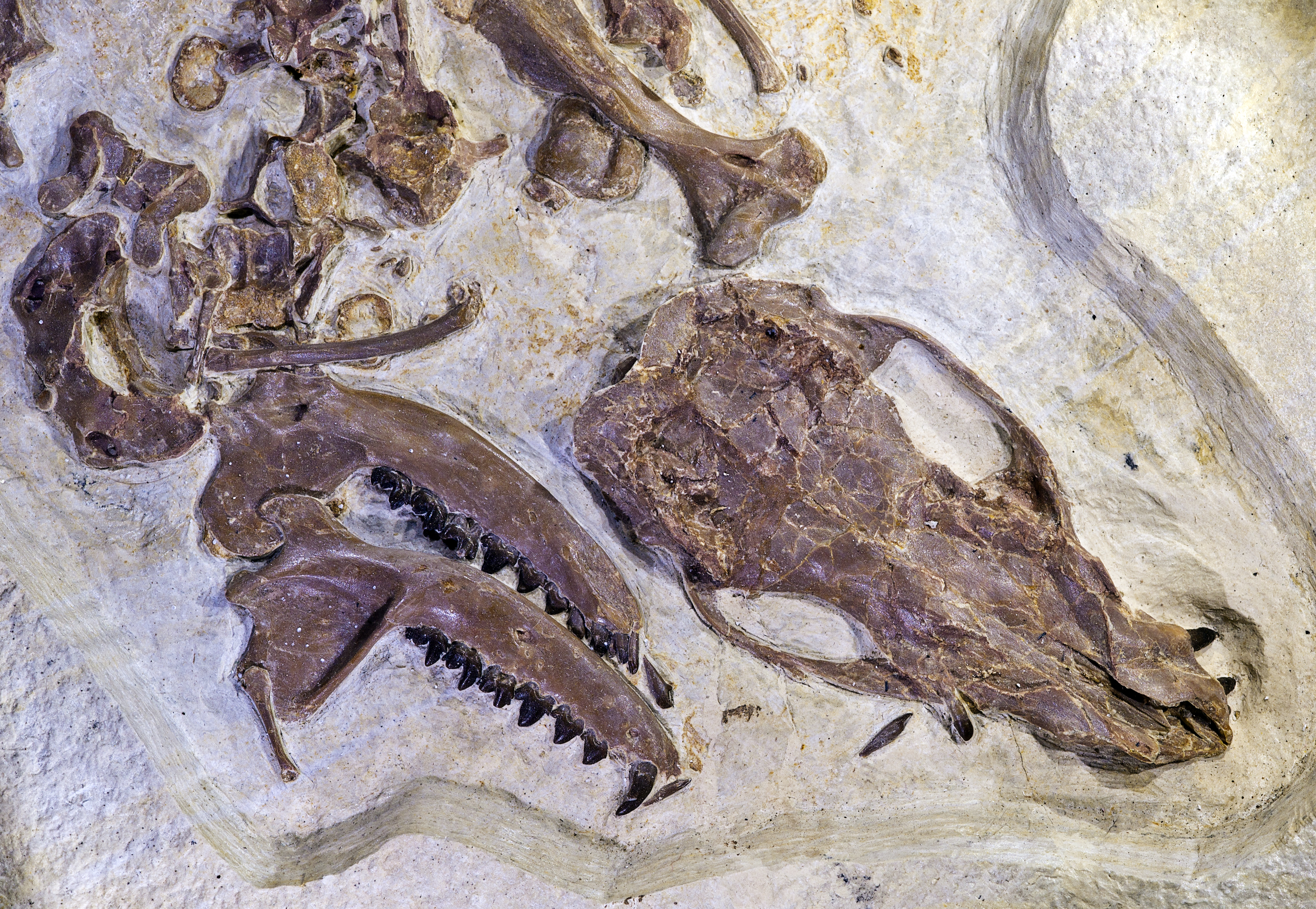
Particolare del cranio di Palaeosinopa didelphoides

Altre specie ben note, rinvenute anch'esse in Wyoming in terreni databili all'inizio dell'Eocene (formazione Willwood, circa 55 - 52 milioni di anni fa) sono la specie tipo P. veterrima, P. lutreola e P. incerta. La prima è particolarmente abbondante e mostra una notevole variabilità intraspecifica sia come taglia che come morfologia; le altre due specie, di taglia minore, sembrerebbero essere relegate ai terreni più antichi della formazione e potrebbero essere ancestrali alle specie più derivate del genere (Dunn e Rose, 2015). P. incerta è nota anche per fossili ritrovati in Colorado. Altre specie attribuite a questo genere sono P. reclusum (la più antica, Paleocene superiore del Saskatchewan, Canada), P. dorri (Paleocene superiore del Wyoming), P. aestuarium (Eocene inferiore del Mississippi), P. lacus (fine dell'Eocene inferiore del Wyoming).
Alcuni fossili attribuiti a Palaeosinopa dimostrano che questo genere ebbe un'ampia distribuzione geografica: P. russelli, del Paleocene superiore - Eocene inferiore di Dormaal (Belgio), testimonia la presenza in Europa di questo genere, probabilmente migrato attraverso le regioni artiche canadesi nel corso del Paleocene superiore, un tempo collegate al Vecchio Continente. La specie P. nunavutensis è stata ritrovata in terreni dell'Eocene inferiore dell'isola di Ellesmere, nelle regioni artiche del Canada; questa specie testimonia anche la presenza di un clima evidentemente più caldo e umido presente nella regione nel corso dell'Eocene inferiore (Eberle e McKenna, 2002). 

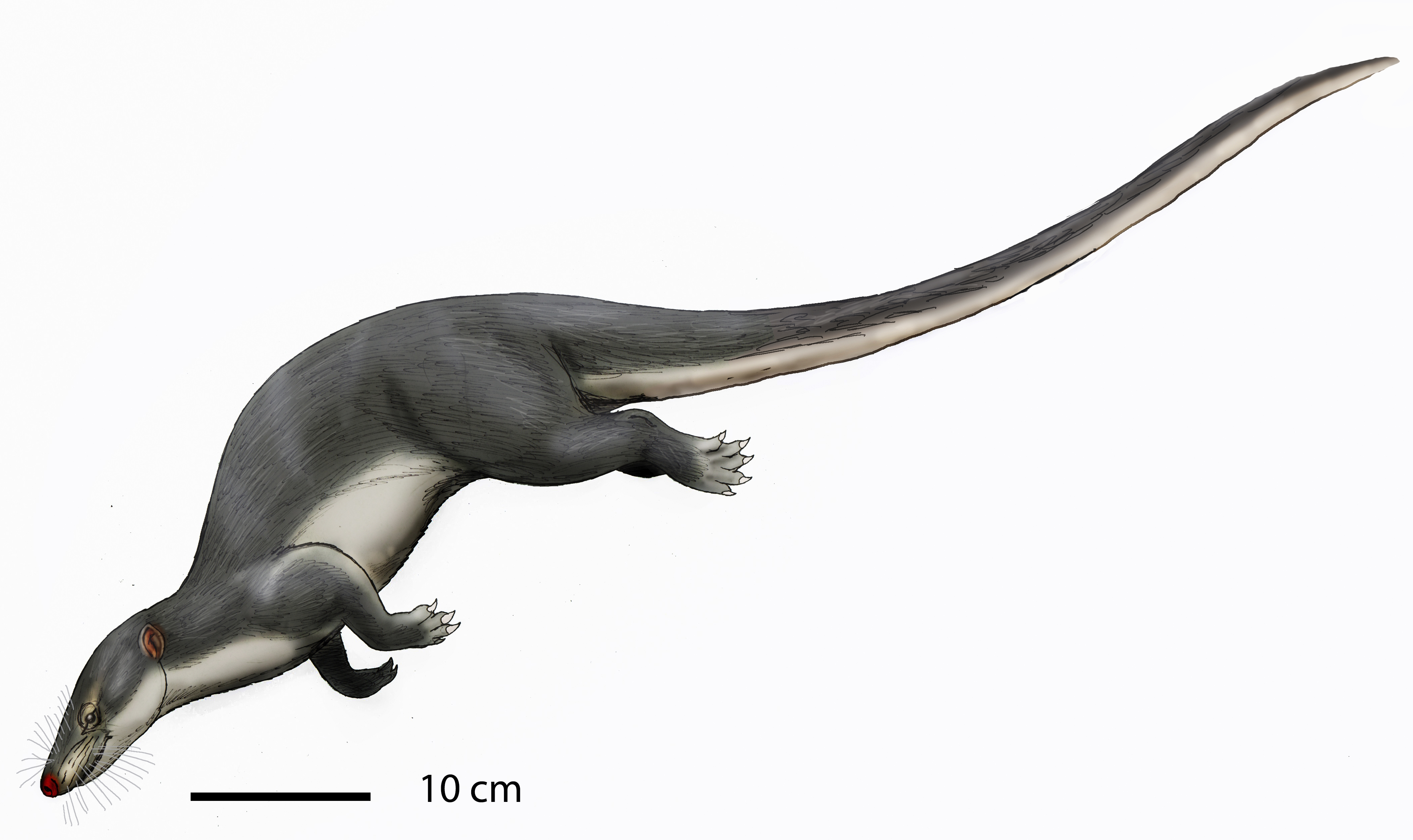
Ricostruzione di Palaeosinopa didelphoides

## Paleoecologia
Un esemplare di Palaeosinopa rinvenuto nella formazione del Green River contiene al suo interno resti di pesci, ed è altamente probabile che questi ultimi fossero la componente fondamentale della dieta di Palaeosinopa.
L'anatomia e la tafonomia dei fossili di Palaeosinopa ritrovati nella formazione di Green River suggerisce che questi animale fossero sia degli abili scavatori che dei notevoli nuotatori, come anche l'affine Buxolestes della Germania. Durante il nuoto, Palaeosinopa probabilmente si spingeva in avanti grazie a una spinta delle zampe posteriori e a un'ondulazione dorsoventrale della coda, in un modo piuttosto simile a quello delle lontre attuali (Rose e von Koenigswald, 2005).